# Bongbong Marcos
Ferdinand Romualdez Marcos Jr. (tiếng Anh: /ˈmɑːrkɔːs/, tiếng Tagalog: [ˈmaɾkɔs]; sinh ngày 13 tháng 9 năm 1957), tên thường gọi là Bongbong Marcos (viết tắt là BBM hoặc PBBM), là một chính trị gia và là Tổng thống thứ 17 của Philippines. Ông từng là thượng nghị sĩ từ năm 2010 đến năm 2016. Ông là con thứ hai và là con trai duy nhất của cựu tổng thống Ferdinand Marcos Sr. và vợ cũ, đệ nhất phu nhân Imelda Romualdez Marcos.
Năm 1980, Marcos Jr, 23 tuổi, trở thành phó thống đốc của Ilocos Norte, tranh cử đại diện cho đảng Kilusang Bagong Lipunan của cha mình, người đang cai trị Philippines theo thiết quân luật vào thời điểm đó. Sau đó, ông trở thành thống đốc của Ilocos Norte vào năm 1983, nắm giữ chức vụ đó cho đến khi gia đình ông bị lật đổ bởi Cách mạng Quyền lực Nhân dân và đào tẩu sang sống lưu vong ở Hawaii vào tháng 2 năm 1986. Sau khi cha ông qua đời vào năm 1989, Tổng thống Corazon Aquino cuối cùng đã cho phép các thành viên còn lại của gia đình Marcos trở về Philippines để đối mặt với nhiều cáo buộc khác nhau.. Ông và mẹ hiện đang phải đối mặt với trát bắt giữ tại Hoa Kỳ và các vùng lãnh thổ của Hoa Kỳ vì đã không thi hành phán quyết của tòa án bồi thường 353 triệu đô la Mỹ cho nạn nhân lạm dụng nhân quyền của chế độ độc tài của chồng và cha họ.
Marcos được bầu làm hạ nghị sĩ từ đơn vị bầu cử Quốc hội thứ 2 của Ilocos Norte từ năm 1992 đến năm 1995.Marcos tranh cử và lại được bầu làm thống đốc Ilocos Norte vào năm 1998. Sau 9 năm, ông trở lại vị trí đại diện cũ từ năm 2007 đến năm 2010, sau đó trở thành thượng nghị sĩ thuộc Đảng Nacionalista từ 2010 đến 2016. Năm 2015, Marcos tranh cử phó tổng thống trong cuộc bầu cử 2016. Với chênh lệch 263.473 phiếu bầu và chênh lệch 0,64 phần trăm, Marcos đã thua trước hạ nghị sĩ Camarines Sur Leni Robredo. Đáp lại, Marcos đã đệ đơn phản đối bầu cử tại Tòa án Bầu cử Tổng thống. Đơn kiến nghị của ông sau đó đã được nhất trí bác bỏ sau khi cuộc kiểm phiếu thí điểm của các tỉnh được chọn là Negros Oriental, Iloilo và Camarines Sur, dẫn đến việc Robredo mở rộng vị trí dẫn đầu thêm 15.093 phiếu bầu.
Vào năm 2021, Marcos thông báo rằng ông sẽ tham gia tranh cử tổng thống Philippines trong cuộc bầu cử 2022 sắp tới, đại diện cho đảng Partido Federal ng Pilipinas (PFP). Chiến dịch của ông đã nhận được nhiều lời chỉ trích từ các học giả xác minh tính chính xác và thông tin sai lệch, và họ đã nhận thấy chiến dịch của ông được thúc đẩy bởi chủ nghĩa phủ định lịch sử nhằm vào tân trang thương hiệu Marcos và bôi nhọ các đối thủ của ông. Chiến dịch tranh cử của ông cũng bị cáo buộc tẩy trắng nạn lạm dụng nhân quyền và hành vi biển thủ diễn ra trong nhiệm kỳ tổng thống của cha ông. The Washington Post đã lưu ý về việc chủ nghĩa xuyên tạc lịch sử của Marcoses đã được tiến hành như thế nào kể từ thập niên 2000, trong khi The New York Times trích dẫn lời kết tội gian lận thuế, bao gồm cả việc trốn thuế bất động sản của gia đình ông, và trình bày sai về trình độ học vấn của ông tại Đại học Oxford.